# Möhra
Möhra ist ein Ortsteil der Kreisstadt Bad Salzungen im Wartburgkreis (Thüringen).

## Geschichte
Das Dorf Möhra wurde erstmals im Jahr 1257 urkundlich erwähnt:

„Im Namen der Heiligen und der unteilbaren Dreifaltigkeit. Da die menschliche Erinnerung vergänglich und schwach ist und das Vergessen Schaden bewirken kann, sei ihr durch ein schriftliches Zeugnis Dauerhaftigkeit verliehen. Den Gegenwärtigen und Zukünftigen werde also zur Kenntnis gebracht, dass aus Liebe und besonderer Gunst wir, Heinrich von Frankenstein (Burg Frankenstein), auf den Rat unseres Vaters, der edlen Herrn Ludwig, und in Übereinstimmung mit der Rechtslage, dem Kloster von Kreuzberg, in dem unsere Tochter aufgenommen und daheim ist, die Vogtei über dem Gut Thalhausen und zehn Talente reines Wachs, die uns von Rapoldis und Drakenhuve gezahlt wurden, übergeben, und wir machen öffentlich bekannt, dass wir dem Kloster in Kreuzberg (Kloster Kreuzberg in der Rhön) den unbeschränkten und freien Rechtsspruch auf den Besitz überlassen und das diese Tatsache auf der vorliegenden Urkunde bestätigt wird durch das Siegel unseres Vaters Ludewig und durch unser Siegel. Unsere Zeugen dieser Festlegung sind: Reinhardus von Salzhungen (Bad Salzungen), die Brüder Rupertus und Conradus von Willebrectherode (Wildprechtroda), Bertholdus von Leimbach, Conradus von More (Möhra) und andere ebenso ehrenhafte Personen. Aktenkundig gemacht im Jahre der Fleischwerdung des Herrn 1257. Ysinwalt von Volcershusen (Völkershausen), Ekkehardus von Creinberc (Krayenburg), Boto Marscalus, Geracus von Cralocke (Kranlucken), Hartunc von Borsa (Borsch).“

### Ortsgeschichte Möhra
Der Ort war ursprünglich im Besitz des Klosters Hersfeld. Die Herren von Frankenstein, deren Stammsitz die Burg Frankenstein war, erhielten vom Kloster das Gebiet zur Verwaltung übertragen. 1330 kam Möhra an die Grafen von Henneberg und von diesen 1353 an das Haus Wettin. 1680 kam Möhra mit dem Amt Salzungen an das Herzogtum Sachsen-Meiningen.
1994 schloss sich Möhra mit weiteren Gemeinden zur Gemeinde Moorgrund zusammen.
Im Jahr 2007 wurde die 750-Jahr-Feier begangen.
Am 1. Dezember 2020 wurde die Gemeinde Moorgrund inklusive des Ortsteils Möhra nach Bad Salzungen eingemeindet.

### Möhra als Lutherstammsitz

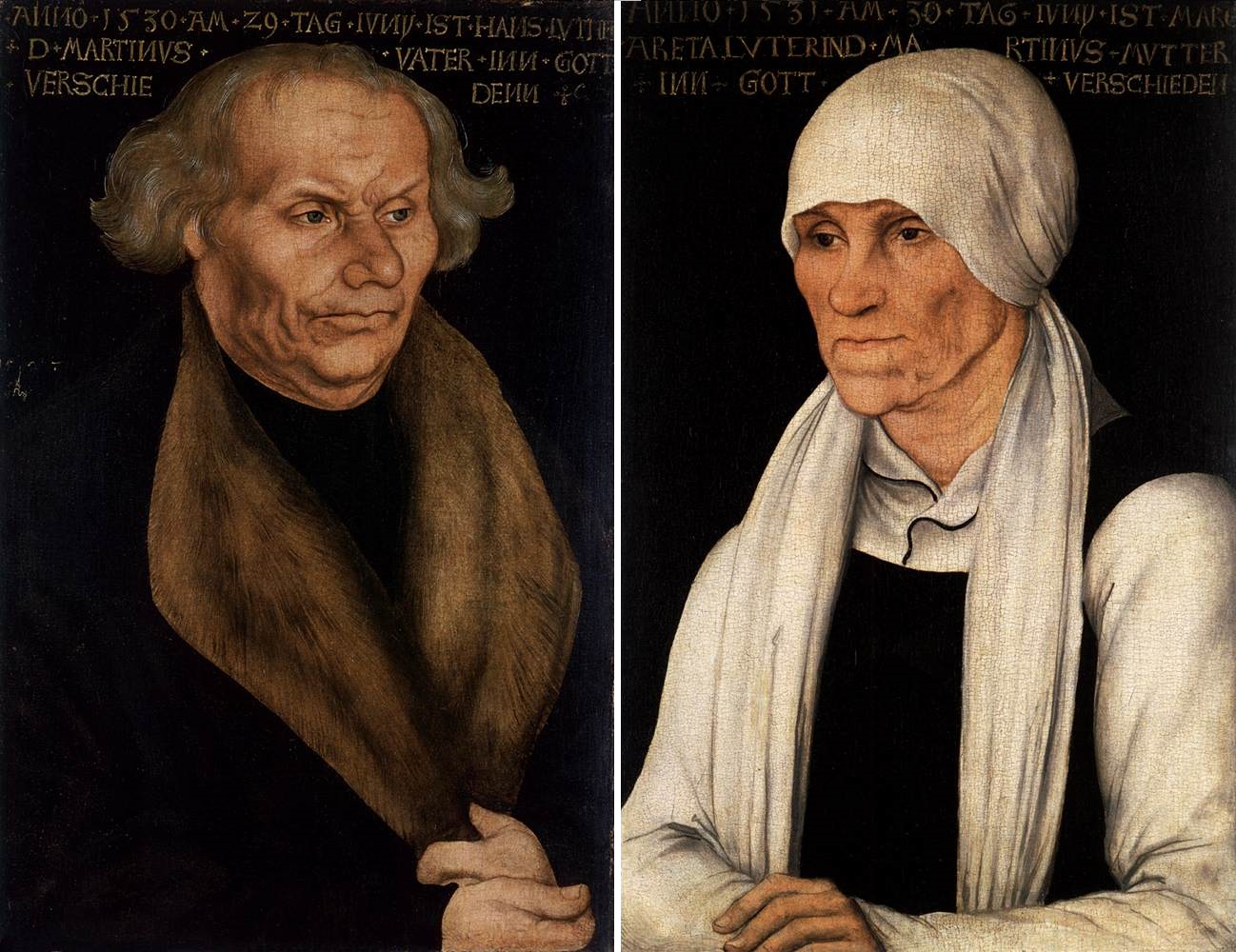
Luthers Eltern, Hans und Margarethe Luther von Lucas Cranach d. Ä.

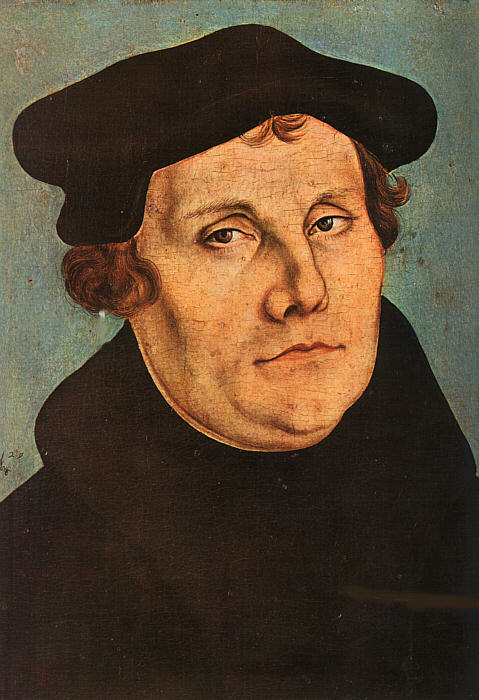
Martin Luther, Porträt von Lucas Cranach d. Ä.

Möhra gilt als der thüringische Stammort der Familie von Martin Luther, die Familiensippe ist seit dem 14. Jahrhundert dort nachweisbar. Luthers Eltern waren der Bauer, Bergmann, Mineneigner und spätere Ratsherr Hans (1459–1530), der aus Möhra stammte, und dessen Ehefrau Margarethe, geb. Lindemann (1459–1531), geboren in Neustadt an der Saale.
Die Familie führte ihren Nachnamen in unterschiedlichen Varianten: Lüder, Luder, Loder, Ludher, Lotter, Lutter oder Lauther.
Martin Luther wählte seine Nachnamensform etwa 1512. Er leitete sie vom Herzog Leuthari II. oder vom griechischen Wort ἐλεύθερος (frei) ab und benutzte vorübergehend die daraus abgeleitete Form „Eleutherios“ (der Freie).
In der Möhraer Flur lag ein Gehöft Hof–Luter auch Lutera genannt, und ein zweites mit Namen Luterbach. Heinz Luther besaß diesen Hof noch 1527, ein späterer Heinz Luther kommt in den Erbregistern des Amtes Salzungen als Besitzer der alten Teichmühle vor.
Hans Luther und seine Frau Margarethe, geb. Lindemann, lebten nachweislich bis zum Sommer 1483 zusammen mit ihrem erstgeborenen Sohn (Name unbekannt) in Möhra.
Hans Luther verließ 1483 Möhra zusammen mit seiner Familie in Richtung Eisleben.
Auf der Heimreise vom Reichstag in Worms machte Martin Luther 1521 einen Abstecher von Eisenach nach Möhra und predigte dort am 3. Mai auf dem heutigen Lutherplatz.

### Dharmazentrum Möhra
Zwei Kilometer außerhalb des Dorfes in Richtung Norden befindet sich seit 2005 Dhagpo Möhra, ein Zentrum für die Lehre des tibetischen Buddhismus. Das Dharmazentrum Möhra ist inzwischen Hauptsitz für die Anhänger des Dhagpo Kagyu Mandalas innerhalb der Karma Kagyü Schule im deutschsprachigen Raum. Karma Kagyü ist eine der vier Hauptrichtungen des tibetischen Buddhismus.
Am Ortsrand von Möhra gibt es seit 2012 ein buddhistisches Wohnprojekt. Der Komplex soll das bereits bestehende buddhistische Zentrum erweitern und als Wohnanlage dienen.
Am 17. Juli 2023 wurde ein Stupa von Thaye Dorje, Seine Heiligkeit der 17. Gyalwa Karmapa, im Wohngebiet am Ortsrand von Möhra eingeweiht. Der Stupa wird von Buddhisten rituell im Uhrzeigersinn umkreist.

## Sehenswürdigkeiten

### Lutherkirche

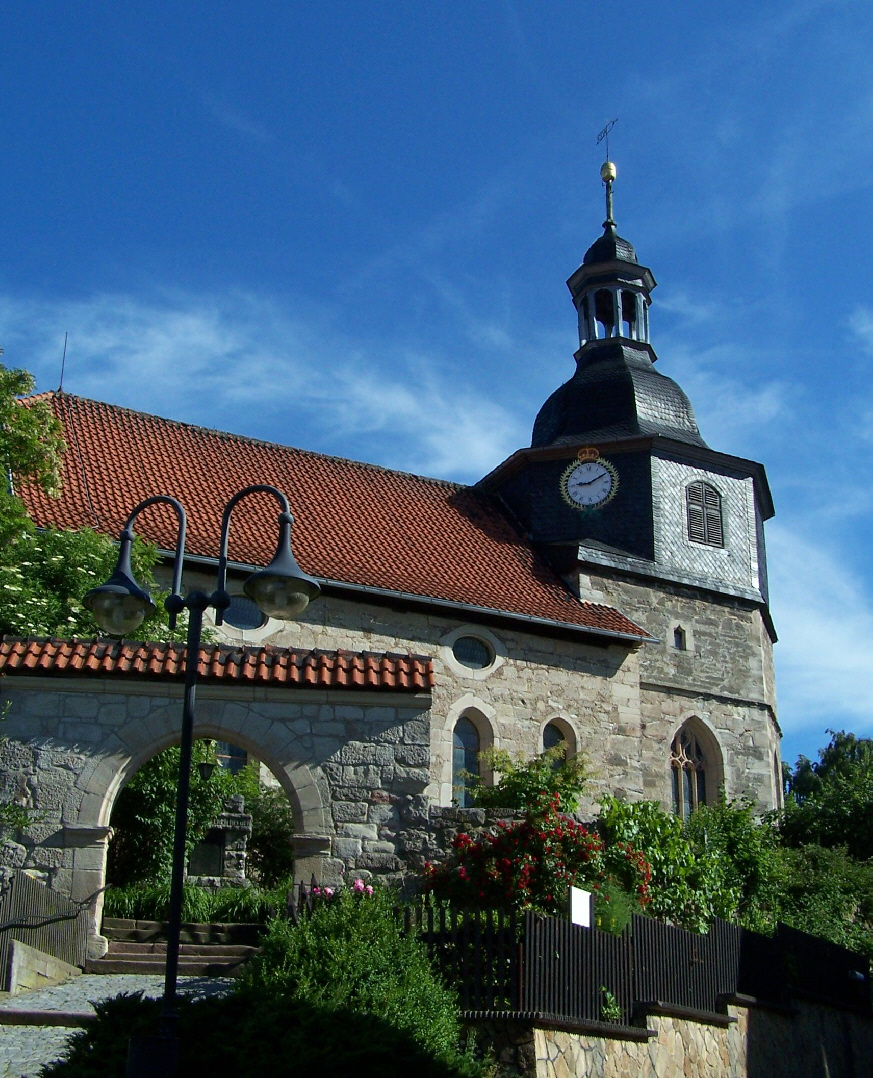
Die Kirche

Seit dem 15. Jahrhundert besitzt das Dorf eine kleine Kapelle, die ab 1560 schrittweise zur heutigen Lutherkirche ausgebaut wurde.
Die kleine Kapelle auf dem Kirchberg war nur so groß wie der jetzige Altarraum. Aus dieser alten Kapelle ist nur die steinerne Tischplatte des Altars mit 5 eingehauenen Weihekreuzen erhalten geblieben.
Im Jahre 1560 erfolgte die erste Erweiterung der Kirche. Heute besteht sie aus dem spätgotischen Chor und barocken Langhaus mit einem Holztonnengewölbe (1699–1704). 1724 wurden die Emporenbrüstungen bemalt und 1794 erhielt die Holztonnendecke eine illusionistische Malerei.
Zur Kirche gelangt man durch ein steinernes Kirchhofstor, das 1615 errichtet wurde. Noch heute wird es von einem sächsischen Wappen geziert.
In dem Altarraum befinden sich drei im Jahre 1907 von einem Seitenverwandten Martin Luthers gestiftete bunte Glasfenster. Sie zeigen neben dem predigenden Jesus und den Aposteln Petrus und Johannes Martin Luther und Philipp Melanchthon.
Die Orgel mit 15 Registern auf 2 Manualen und Pedal wurde 1983 durch Rudolf Böhm in Gotha gebaut. Der prachtvolle barocke Prospekt mit Holzpfeifen, die, belegt mit Silberfolie, Metallpfeifen vortäuschen sollten, wurde im Jahre 1686 von der Trinitatiskirche zu Ruhla gekauft.
Die Kirchengemeinde Möhra gehört zur Superintendentur Bad Salzungen-Dermbach.

### Lutherhaus

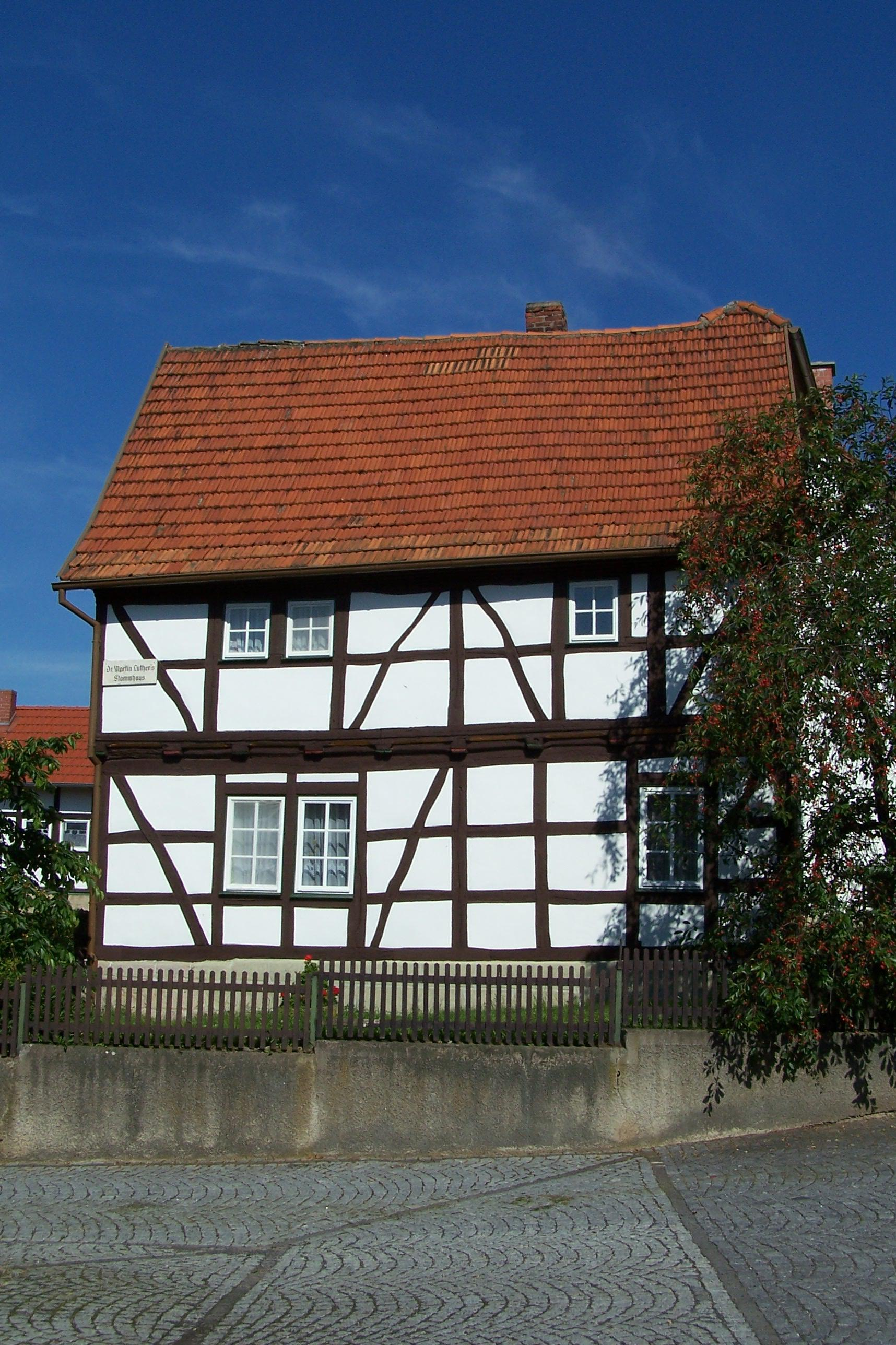
Das Möhraer Lutherhaus

Das eigentliche Stammhaus der Familie Luther existiert nicht mehr.
In Möhra gab es mehrere Lutherhäuser, inzwischen geht man davon aus, dass sich das Stammhaus von Martin Luther in der Nähe der Kirche befunden haben muss.
Georg Luther, genannt „Georg der Dicke“ (1602–1656) besaß 1656 schon das Haus an der damaligen Sorggasse, das lange irrtümlich als das eigentliche Lutherstammhaus galt.
Aus diesem Haus stammt der Tisch, der im Lutherzimmer auf der Wartburg zu besichtigen ist.
Laut Amtsregister zu Salzungen ist 1618 das Haus von Georg Luther (einem Urenkel von Klein Hans Luther, dem Onkel des Reformators), wahrscheinlich nach einem Brand, auf den Grundmauern des alten Hauses neu errichtet worden.

### Lutherdenkmal
Auf dem Lutherplatz – der ehemalige Dorfplatz unweit des Lutherhauses – stand eine Linde, unter der Martin Luther auf seiner Rückreise von Worms nach Wittenberg seine Verwandten in Möhra besuchte und am 4. Mai 1521 gepredigt haben soll.
Aus Anlass der Feierlichkeiten des Lutherjubiläums im Jahre 1846 wurde die Errichtung eines Lutherdenkmals in Möhra beschlossen. Das überlebensgroße Standbild zeigt auf den am Sockel angebrachten Motivtafeln drei Stationen im Leben des Reformators.
Am 25. Juni 1861 erfolgte die feierliche Einweihung mit zahlreichen Chören und Militärmusikanten.

### Lietebaum

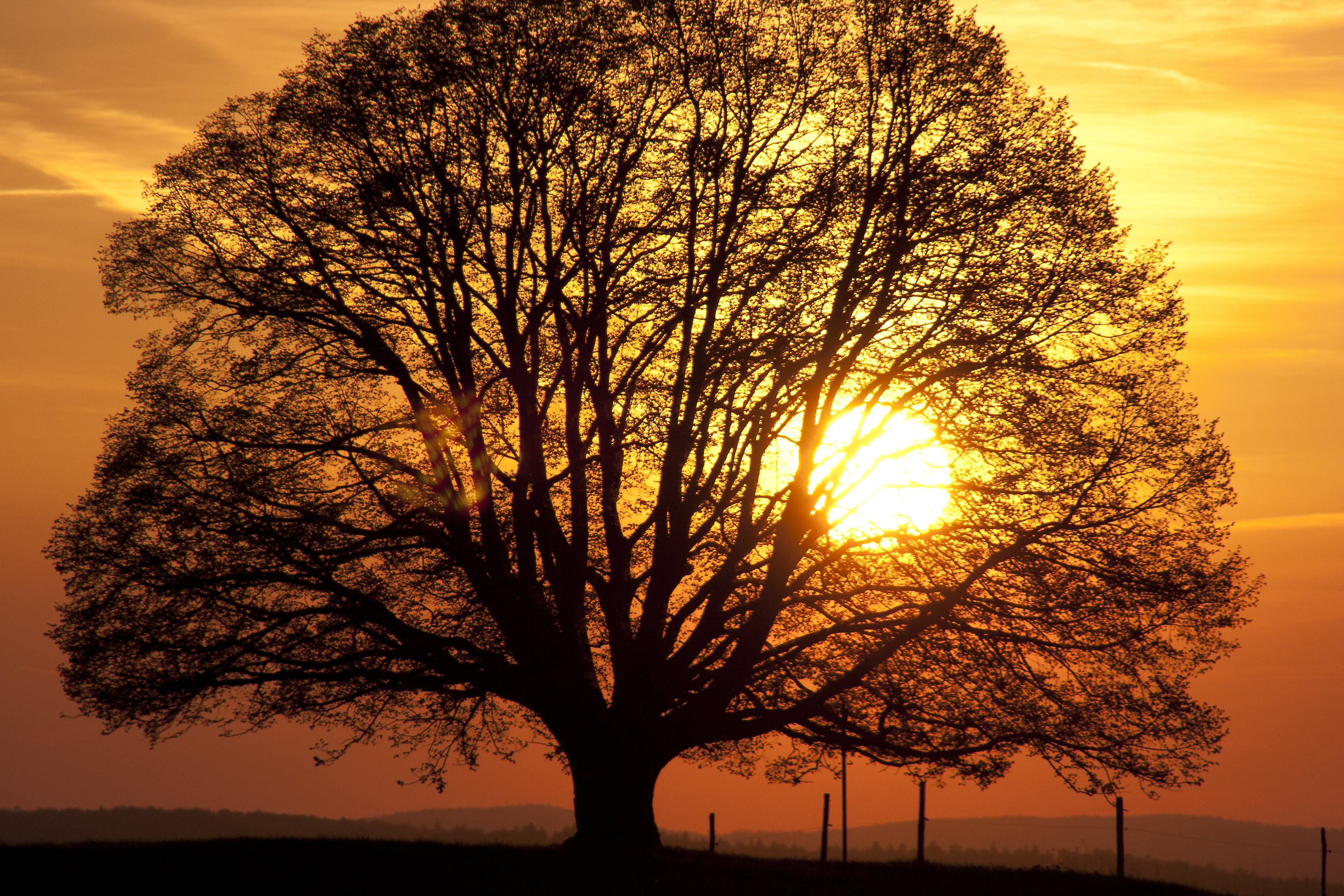
Der Lietebaum

Als eine Landmarke bei Möhra gilt die Linde „Lietebaum“. Der Baumveteran steht weithin sichtbar auf dem Herzeberg und diente ursprünglich als Hutebaum. Der Name wurde von der Flur „An der Liete“ übernommen. Die markante 200 bis 250 Jahre alte Winterlinde wurde 1994 als Naturdenkmal ausgewiesen, ebenso wie die über dreihundert Jahre alte Frühstückseiche in der Möhraer Flur.

### Geflügelpark
Der Geflügelpark Möhra ist ein touristisch interessantes Ausstellungsgelände für traditionelle thüringische Geflügelrassen.
Die vom örtlichen Rassegeflügelzüchterverein in Möhra entwickelte Idee wurde mit Fördermitteln als LEADER-Projekt vom Wartburgkreis unterstützt.
Auf dem Gelände einer ehemaligen Kleingartenanlage wurden geeignete Volieren und Freilaufflächen angelegt. Neben Steinbacher Kampfgänsen, Thüringer Barthühnern und den Thüringer Farbentauben werden alle in Thüringen erzüchteten Geflügel- und Kaninchenrassen präsentiert.
Als weitere Schauanlage wird 2012 ein „veterinärmedizinischer Kräutergarten“ eröffnet. Man möchte den Besuchern die bereits seit Jahrhunderten angesammelten Kenntnisse über Heilkräuter und schonende Behandlungsmethoden in der Tiermedizin vermitteln.

## Regelmäßige Veranstaltungen
- Trachtenkirmes zu Möhra[20]
- Großer Reformationsmarkt / Pummpälzfest zu Möhra am Reformationstag (31. Oktober)

## Verkehr und Infrastruktur
Durch den Ort verläuft die Landesstraße 1023 von Waldfisch über Möhra – Ettenhausen – Marksuhl nach Berka/Werra. Nach Süden zweigt von dieser die Landesstraße 2895 nach Bad Salzungen sowie eine Kreisstraße in Richtung Tiefenort ab. Bei Waldfisch besteht Anschluss an die Bundesstraße 19 im Abschnitt Eisenach – Breitungen/Werra – Meiningen. Eine Ortsverbindungsstraße führt in nördliche Richtung nach Kupfersuhl. Die nächstgelegenen Anschlussstellen der A 4 befinden sich jeweils etwa 20 Kilometer entfernt bei Eisenach und Gerstungen. Anschluss an den Schienenverkehr besteht im zwei Kilometer entfernten Ettenhausen/Suhl mit einem Haltepunkt der Süd-Thüringen-Bahn.
Die Linie 191 des Verkehrsunternehmen Wartburgmobil verbindet den Ort mit der Kreisstadt Bad Salzungen.

## Wappen
Beschreibung: In Gold eine ausgerissene blaue belaubte Linde mit aufgelegter Lutherrose. Das Wappen wurde vom Heraldiker Uwe Reipert gestaltet.

## Töchter und Söhne
- Hans Luder (1459–1530), Unternehmer, Hüttenmeister, Ratsherr und Vater des Reformators Martin Luther
- Johann Wolfgang Trier (1686–1750), Jurist und Hochschullehrer
- Ferdinand Senft (1810–1893), Geologe, Bodenkundler und Botaniker
- Paul Friedrich Richard Türk (1846–1886), Lehrer in Möhra (1865–1886), Grabplatte als Gedenkstein auf dem Friedhof in Möhra

## Personen, die vor Ort gewirkt haben
- Martin Luther (1483–1546), theologischer Urheber und einer der Lehrer der Reformation

## Sonstiges
- Der Märchendichter Ludwig Bechstein schrieb ein Gedicht über Möhra:

 „O Möhra, so beglückt und so verlassen.

 Du hast ein Recht zu jubeln wie zu klagen.

 Der arme Bergmann ist davongezogen.

 Im fremden Land vielleicht das Glück zu fassen.

 Dir - ward dein Stern im Mutterschoß enttragen.“